# Igrzec
Igrzec (łac. jokulator; niem. szpilman) – ze staropolskiego ludowy poeta, muzykant i trefniś.
Wędrowny ludowy śpiewak opisujący w dawnych czasach, swymi utworami ciekawe i aktualne zdarzenia.
Jak podaje badacz kultury Dawid Jung, opisujący średniowieczne Święto Głupców, najstarszym znanym obecnie igrcem w polskiej historii jest artysta imieniem Jurek, który w 1235 podarował w Gnieźnie przed księciem jedną ze swoich wsi kościołowi. W XIII i XIV w. w Polsce zawód igrców był przez duchowieństwo piętnowany, a za oglądanie sztuki "igrców, wiłów, goliardów i wesołków" oraz darowanie im datków groziła kara klątwy nawet księżom katolickim.